# Dorfkirche Altengönna

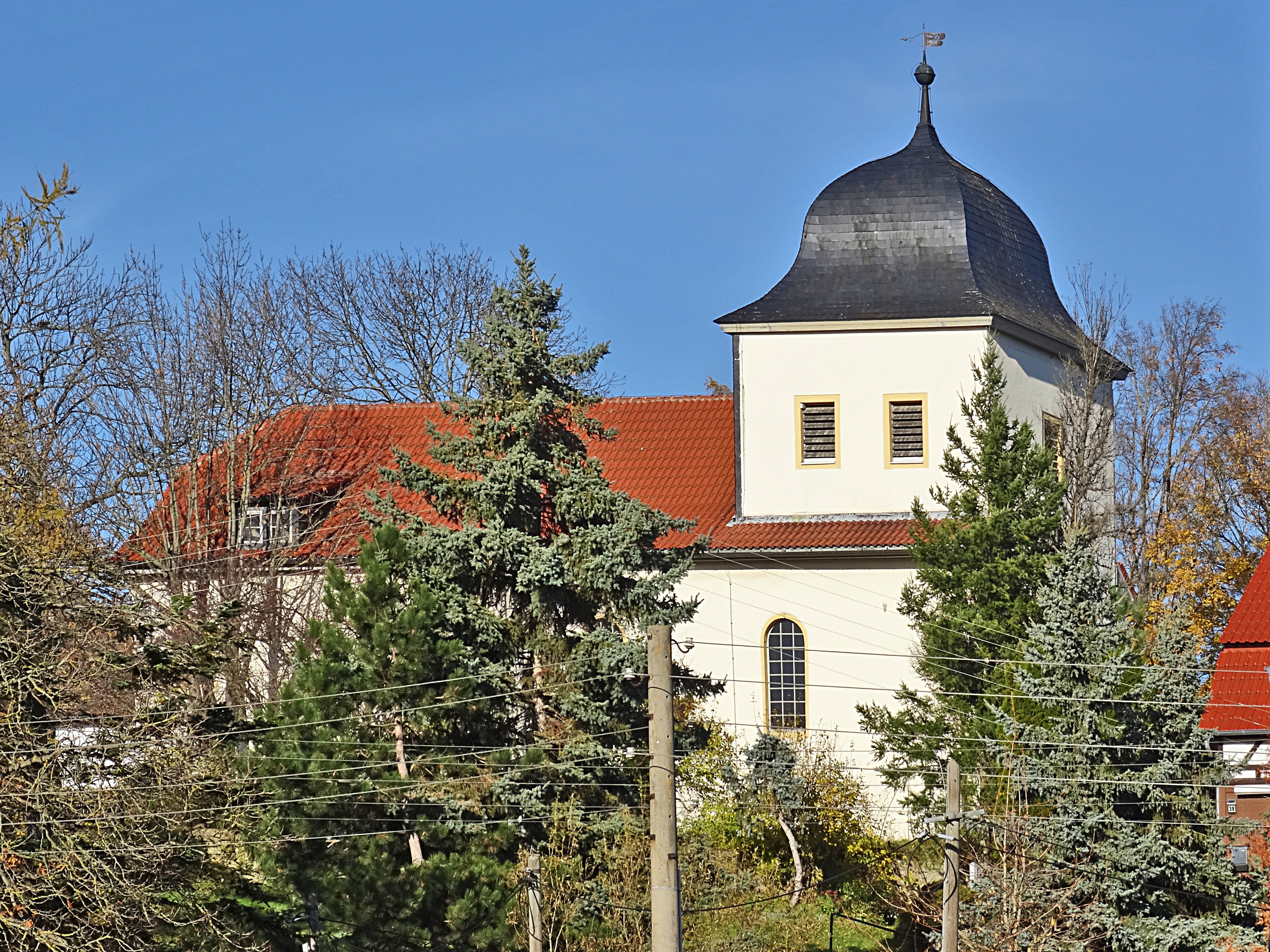
Dorfkirche Altengönna

Die evangelisch-lutherische Dorfkirche steht in  der Gemeinde Altengönna, einem Ortsteil der Gemeinde Lehesten bei Jena im Saale-Holzland-Kreis von Thüringen. Sie steht unter Denkmalschutz und gehört zum Kirchenkreis Jena.

## Geschichte
Die kleine Dorfkirche von Altengönna wurde 1690 anstelle eines mittelalterlichen Vorgängerbaus errichtet. Der 1192 erstmals genannte Ort gehörte von 1507 bis 1809 zur Kommende des Deutschen Ordens im benachbarten Lehesten. Die Kirchengemeinde Altengönna bildet mit den Kirchengemeinden Nerkewitz und Zimmern den Kirchengemeindeverband Vierzehnheiligen im Kirchenkreis Jena der Evangelischen Kirche in Mitteldeutschland.

## Baubeschreibung

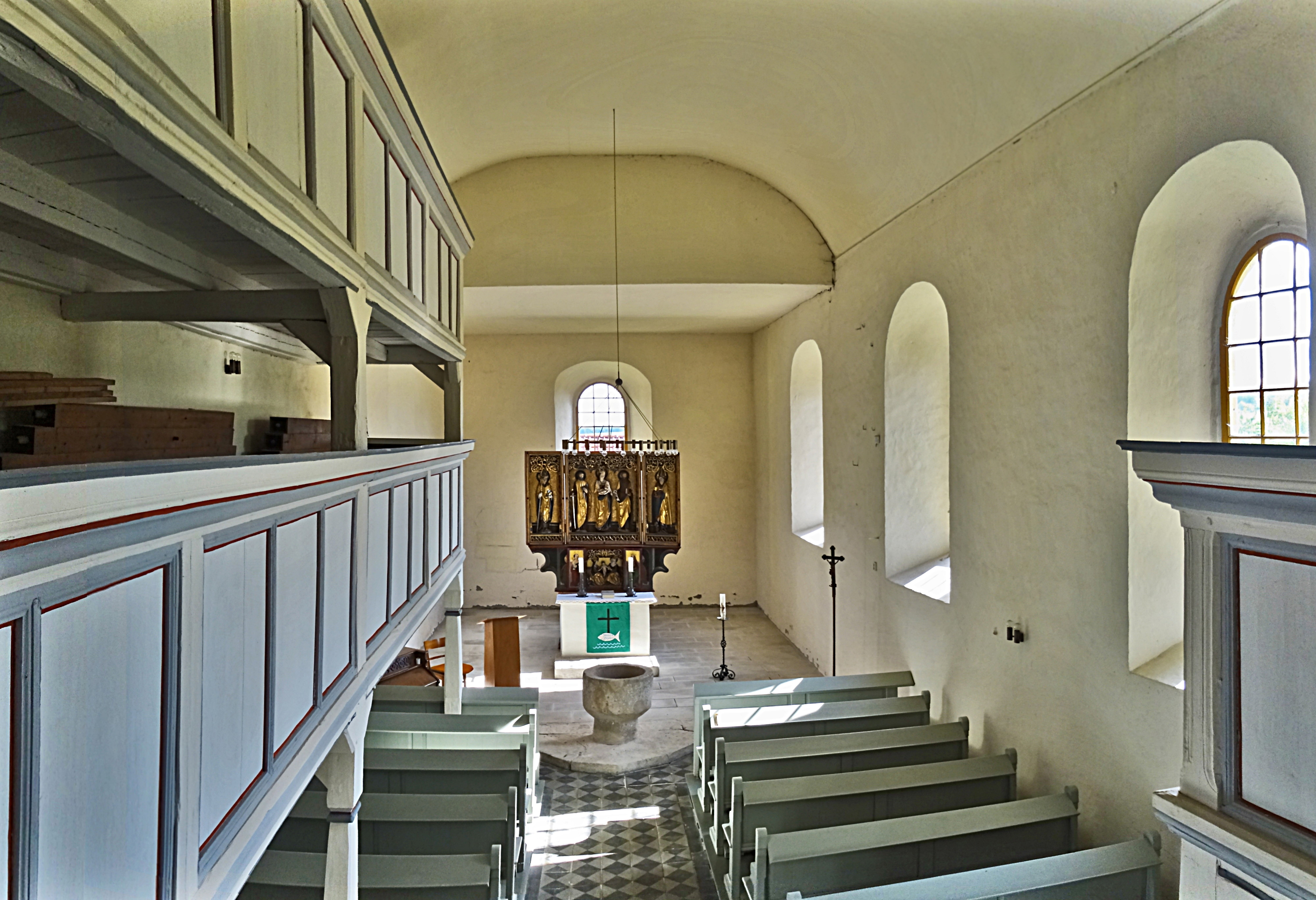
Innenansicht

Die Saalkirche ist ein schmuckloser Putzbau, dessen Satteldach ziegelbedeckt ist, aus dem sich im Osten ein Dachturm erhebt. Der alte Dachturm wurde 1988 wegen Baufälligkeit abgebrochen und 1990–94 im Rahmen einer Instandsetzung wieder hergestellt. Bedeckt ist er mit einer geschweiften Haube mit Schieferdeckung. In seinem Obergeschoss befindet sich die Glockenstube.
Die Längswände haben Bogenfenster. An älteren Bauteilen der Nord- und Südseite sind Spolien vorhanden. Das Kirchenschiff hat ein flaches Tonnengewölbe und an drei Seiten, zweigeschossige Emporen, die bei der Instandsetzung 1990–94 teilweise abgebaut wurden.

## Ausstattung
Der Chor beherbergt einen um 1510 geschaffenen und von 1991 bis 1995 restaurierten spätgotischen dreiteiligen Flügelaltar mit Schrein und Predella. Geöffnet zeigt er ein Marienbildnis neben Simon Petrus und Paulus sowie Nikolaus und Martinus. Unter ihnen erscheinen Anna selbdritt zwischen Barbara und Katharina. Die Flügelaußenseiten sind mit der Verkündigungsszene bemalt.
Das wuchtige, achteckige Taufbecken ist mittelalterlichen Ursprungs. Die Kanzel ist barock. Für einen Komtur von Lehesten befindet sich ein Epitaph aus Alabaster in der Kirche.
Die Orgel mit 12 Registern, verteilt auf 2 Manuale und Pedal, wurde um 1800 gebaut.